# Каплиця святого Антонія з Падуї (Нікополь)
Каплиця Матері Божої Салетинської i cв. Антонія Падуанського (Каплиця Матері Божої Салетинської i cв. Антонія Падуанського) — католицька каплиця у Нікополі, заснована 1998 року. Історично у місті не було римських церков. 15 квітня 2003 року єпископ Станіслав Падевський створив у місті парафію св. Антонія Падуанського. 28 жовтня 2007 була освячена мурована каплиця.
Громаду обслуговує згромадження Отців Місіонерів Матері Божої з Ля Салет. Святі Меси у неділю в 10-00 українською, в 11-00 українською та о 17-00 російською мовами (у першу неділю місяця — для дітей, у третю — для молоді). Протягом тижня: понеділок, середа, п'ятниця — 18-00/(17-00 в зимовий час) українською, вівторок, четвер, суботу — 10-00 українською, а у першу п'ятницю місяця — 10-00 польською.
Храмове свято: 13 червня — святого Антонія Падуанського, 19 вересня — Матері Божої Салетинської.